# 纳拉布赖
纳拉布赖，是位于澳大利亚新南威尔士州的一个小镇，人口为6102人（2006）。由于其地理位置靠近河流和地势低洼，此镇容易遭遇洪水。
附近的景点包括Kaputar山国家公园、在保罗怀尔德天文台的澳大利亚望远镜致密阵列(由联邦科学与工业研究组织管理运营)和一些农业展览中心（包括澳大利亚棉花展览馆）。

## 交通

### 航空
拥有纳拉布赖机场，有航班来往于悉尼、布里斯班和澳大利亚纽卡斯尔。

### 铁路
拥有纳拉布赖火车站，属于澳大利亚东南沿海铁路的一部分，与悉尼的里程为569公里。